# Carlos Maciel
Carlos Maciel  (Asunción, 1946. november 14. –) paraguayi nemzetközi labdarúgó-játékvezető. Teljes neve: Antonio Carlos Maciel. Polgári foglalkozása: egyetemi tanár, rádió kommentátor, biztosítási igazgató.

## Pályafutása

### Nemzeti játékvezetés
Az I. Liga játékvezetőjeként 1990-ben vonult vissza.

### Nemzetközi játékvezetés
A Paraguayi labdarúgó-szövetség Játékvezető Bizottsága (JB) terjesztette fel nemzetközi játékvezetőnek, a Nemzetközi Labdarúgó-szövetség (FIFA) 1979-től tartotta nyilván bírói keretében. A FIFA JB központi nyelvei közül a spanyolt beszéli. Több nemzetek közötti válogatott és klubmérkőzést vezetett, vagy működő társának partbíróként segített. A paraguayi nemzetközi játékvezetők rangsorában, a világbajnokság sorrendjében többedmagával a 4. helyet foglalja el 1 találkozó szolgálatával. Az aktív nemzetközi játékvezetéstől 1990-ben búcsúzott.

#### Labdarúgó-világbajnokság
A világbajnoki döntőkhöz vezető úton Olaszországba a XIV., az 1990-es labdarúgó-világbajnokságra a FIFA JB játékvezetőként alkalmazta. Selejtező mérkőzéseket a CONMEBOL zónákban vezetett. A FIFA JB elvárása szerint, ha nem vezetett, akkor partbíróként tevékenykedett. Két csoportmérkőzésen, valamint az egyik nyolcaddöntőn egyes számú besorolást kapott, játékvezetői sérülés esetén továbbvezethette volna a találkozót. Világbajnokságon vezetett mérkőzéseinek száma: 1 + 3 (partbíró).

##### 1990-es labdarúgó-világbajnokság

###### Selejtező mérkőzés
| Időpont              | Helyszín              | Mérkőzés típusa              | Mérkőzés     | Eredmény | Nézők száma |
| -------------------- | --------------------- | ---------------------------- | ------------ | -------- | ----------- |
| 1989. szeptember 10. | Nemzeti Stadion, Lima | csoportmérkőzés (1. csoport) | Peru–Bolívia | 1 – 2    | 9500        |

###### Világbajnoki mérkőzés
| Időpont          | Helyszín                       | Mérkőzés típusa              | Mérkőzés          | Eredmény | Nézők száma |
| ---------------- | ------------------------------ | ---------------------------- | ----------------- | -------- | ----------- |
| 1990. június 16. | Luigi Ferraris Stadion, Genova | csoportmérkőzés (C. csoport) | Svédország–Skócia | 1 – 2    | 31 823      |

#### Copa América
Brazília a 34., az 1989-es Copa América, Chile a 35., az 1991-es Copa América  labdarúgó tornát rendezte, ahol a CONMEBOL JB bíróként foglalkoztatta.

##### 1989-es Copa América

###### Copa América mérkőzés
| Időpont           | Helyszín                       | Mérkőzés típusa              | Mérkőzés        | Eredmény | Nézők száma |
| ----------------- | ------------------------------ | ---------------------------- | --------------- | -------- | ----------- |
| 1967. október 28. | Serra Dourada Stadion, Goiânia | csoportmérkőzés (B. csoport) | Ecuador–Uruguay | 1 – 0    | 19 000      |
| 1971. február 3.  | Serra Dourada Stadion, Goiânia | csoportmérkőzés (B. csoport) | Chile–Ecuador   | 2 – 1    | 2000        |

##### 1991-es Copa América

###### Copa América mérkőzés
| Időpont          | Helyszín                                     | Mérkőzés típusa              | Mérkőzés           | Eredmény | Nézők száma |
| ---------------- | -------------------------------------------- | ---------------------------- | ------------------ | -------- | ----------- |
| 1991. július 7.  | Playa Ancha Stadion, Valparaíso              | csoportmérkőzés (B. csoport) | Uruguay–Bolívia    | 1 – 1    | 15 000      |
| 1991. július 13. | Estadio Sausalito, Viña del Mar              | csoportmérkőzés(B. csoport)  | Kolumbia–Brazília  | 2 – 0    | 15 000      |
| 1991. július 17. | Estadio Nacional de Chile, Santiago de Chile | csoportkör döntő             | Argentína–Brazília | 3 – 2    | 50 000      |